# Antirrhinum barrelieri
Antirrhinum barrelieri là một loài thực vật có hoa trong họ Mã đề. Loài này được Boreau mô tả khoa học đầu tiên năm 1854.

## Phân bố
Loài này có ở miền nam Bồ Đào Nha, đông nam Tây Ban Nha và miền bắc Maroc.

## Hình ảnh

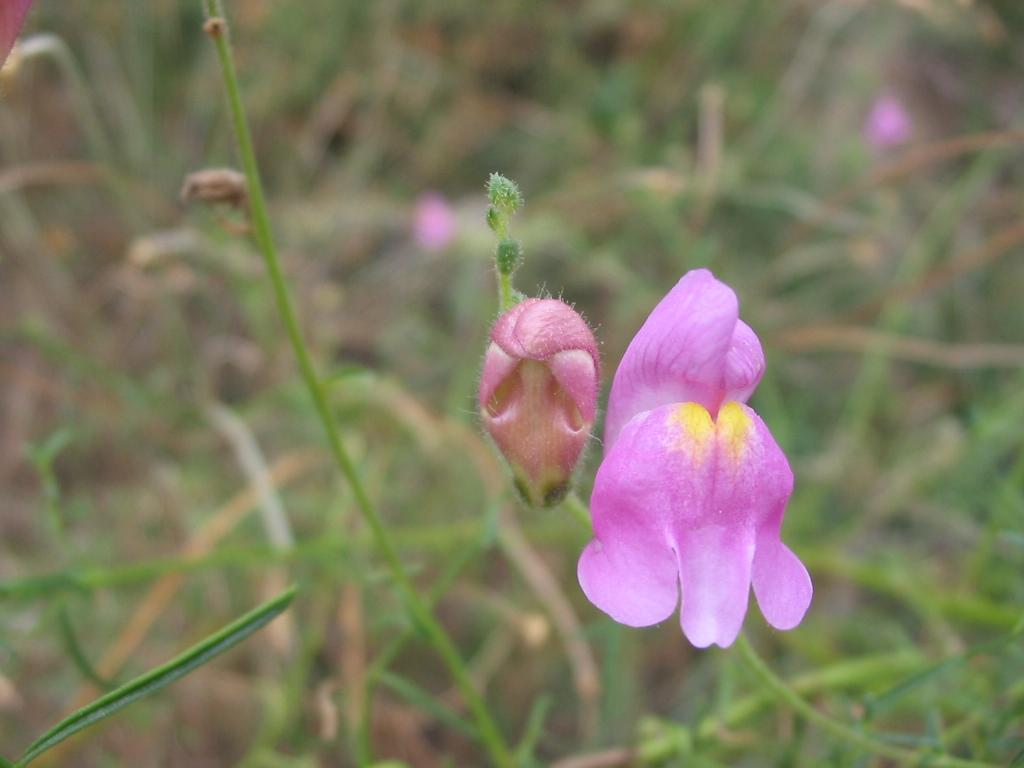
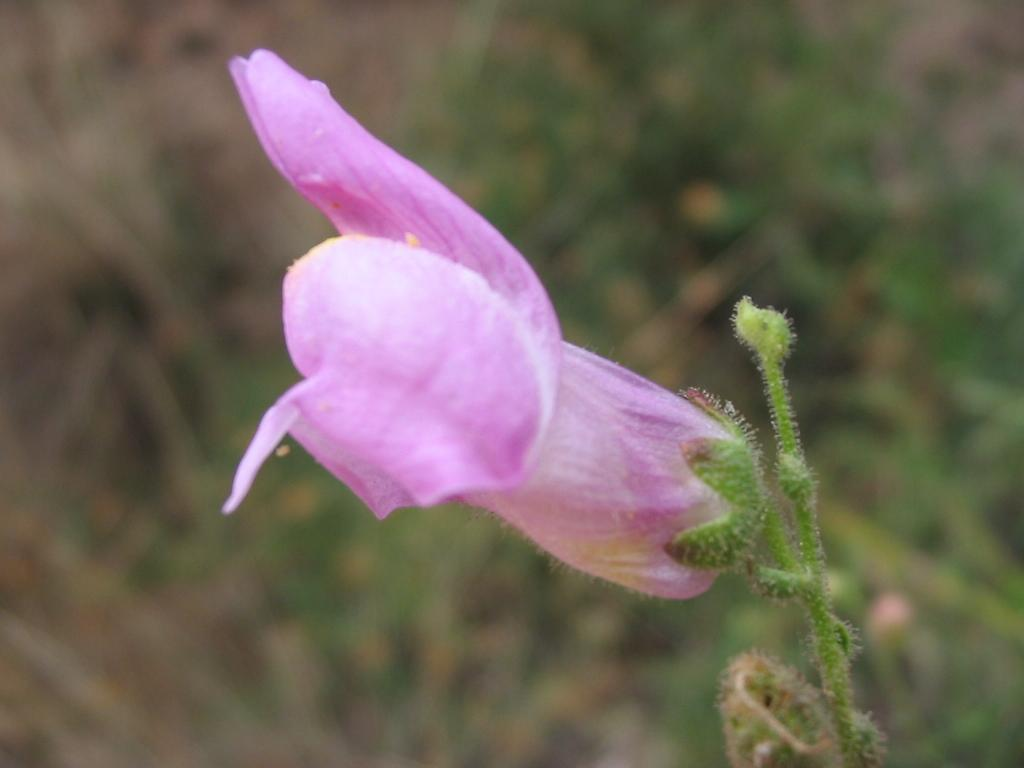
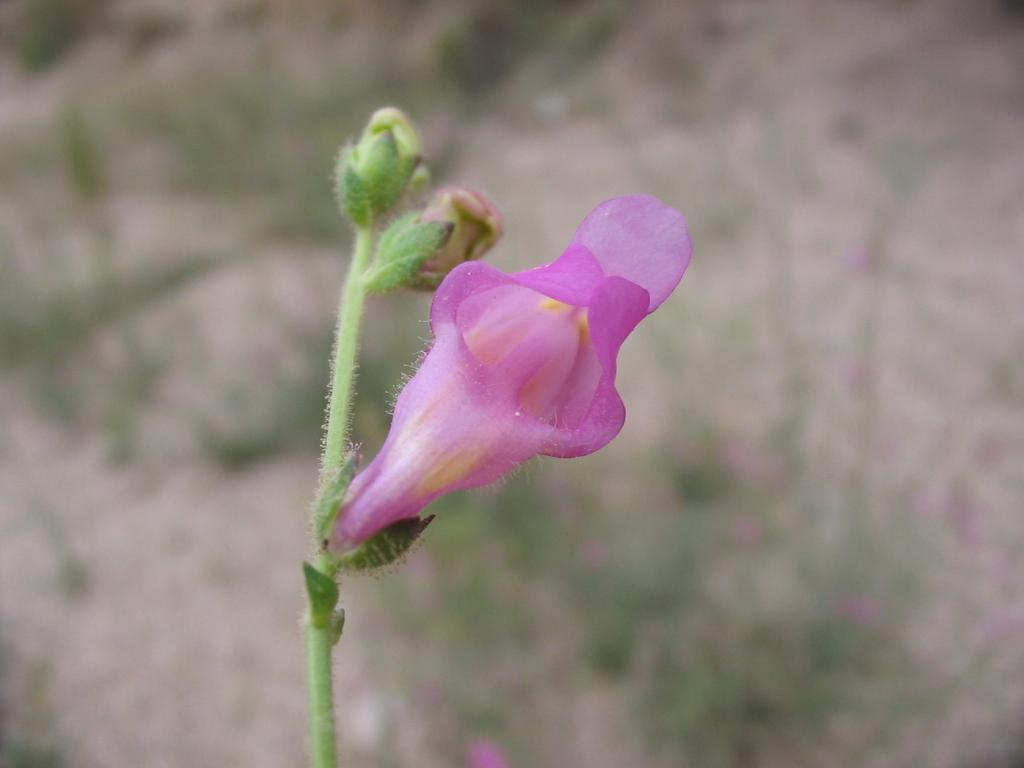
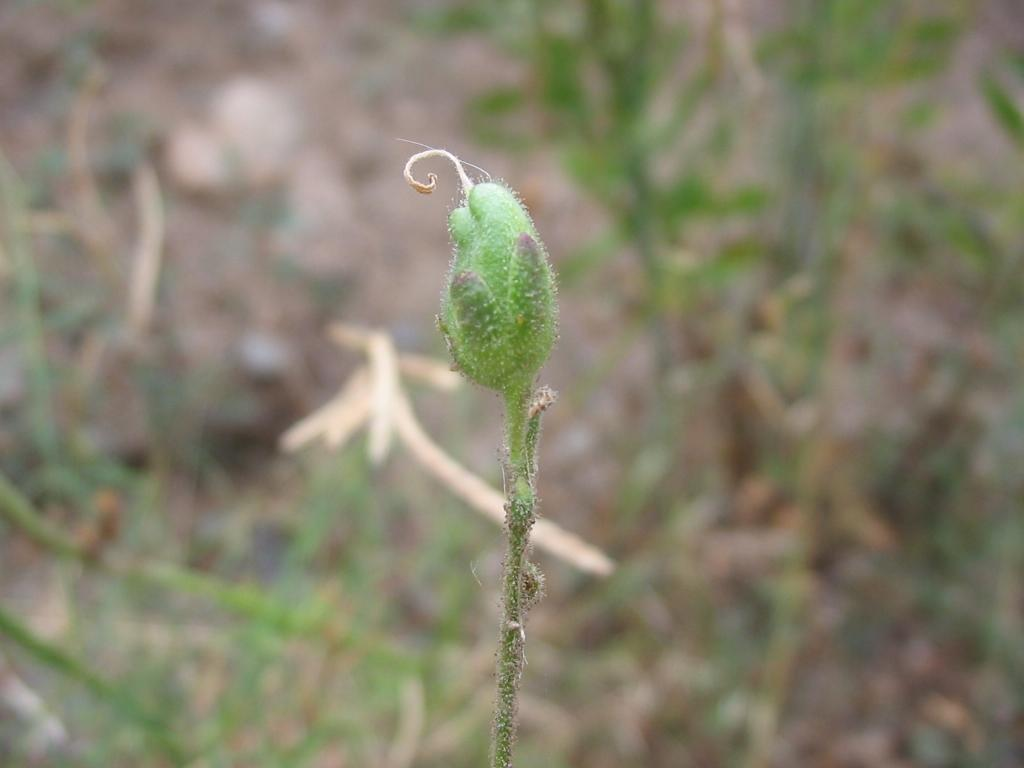